# 10943 Брюньєр
10943 Брюньєр (10943 Brunier) — астероїд головного поясу, відкритий 20 березня 1999 року.
Тіссеранів параметр щодо Юпітера — 3,689.